# Wynand Wijnen
Wijnandus Henricus Franciscus Wilhelmus (Wynand) Wijnen (Horst, 13 mei 1934 – Bunde, 21 november 2012) was een Nederlands hoogleraar onderwijskunde aan de Universiteit Maastricht.

## Loopbaan
Wijnen studeerde psychologie in Nijmegen en werd in 1964 medewerker aan het psychologisch instituut 'Heymans' aan de Rijksuniversiteit Groningen in de richtingen experimentele psychologie en leerpsychologie. In 1967 werd hij hoofd van het Centrum voor Onderzoek van het Wetenschappelijk Onderwijs Groningen (COWOG). Hij promoveerde in 1971 te Groningen op het proefschrift Onder of boven de maat. Een methode voor het bepalen van de grens voldoende/onvoldoende bij studietoetsen bij J.Th. Snijders en W.K.B. Hofstee. Hij werd in 1973 medewerker aan de Universiteit van Maastricht, die toen in oprichting was. Daar hield hij zich speciaal bezig met het onderzoek en de ontwikkeling van het hoger onderwijs. Wijnen was een van degenen die de Universiteit van Maastricht zijn eigen vorm gaven. In 1976 werd hij er als een der eersten hoogleraar, in het vak onderwijskunde. Van 1979–1981 was hij in Maastricht rector magnificus.
Ook landelijk en in Vlaanderen was hij actief in allerlei commissies op het gebied van onderwijsresearch. Wijnen was een van de bedenkers van het studiehuis van de bovenbouw havo en vwo. Bij de Technische Universiteit Eindhoven was hij verantwoordelijk voor de totstandkoming van het Ontwerpgericht Onderwijs (OGO), dat hij vanaf 1998 hielp invoeren.
Wynand Wijnen was sinds 1996 officier in de orde van Oranje-Nassau. In 1999 trad hij af als hoogleraar. Bij die gelegenheid werd door de Universiteit Maastricht de Wynand Wijnen-prijs in het leven geroepen, die jaarlijks wordt toegekend aan een organisatie die een bijzondere bijdrage levert aan de vernieuwing van het onderwijs.
Wijnen was betrokken bij verschillende andere aspecten van het maatschappelijk leven. Zo was hij langdurig bestuurslid en voorzitter van de Stichting Synagoge Meerssen en beschermheer van de Harmonie Sint Agnes in Bunde.
Hij overleed in zijn woonplaats Bunde en werd begraven op de begraafplaats aan het Sint Agnesplein in Bunde op 26 november 2012.